# あいつの声
『あいつの声』（あいつのこえ、原題：그놈 목소리、英題：Voice of a Murderer）は2007年公開の韓国映画。パク・チョンピョ監督作品。韓国での観客動員は314万人。

## 概要
1991年にソウルで起こった誘拐事件をもとに作られた。犯人の台詞は実際の脅迫電話での会話を再現しており、犯人の顔はモンタージュ画のみで現され、犯人役カン・ドンウォンの顔がはっきり映るシーンはない。
韓国で封切りを迎えた当時は実際の事件の時効前であり、犯人逮捕の手がかりが収められている。

## ストーリー
ハン・ギョンペの9歳の息子、サンウが誘拐された。犯人は電話で1億の身代金を要求し、警察に通報すれば子供の命は無いと脅す。ジソンは夫に内緒で警察に通報し、犯人はそれに気づく。犯人が仕組んだ巧妙な取引が行われた。両親が遠くから見ている中で、トランクに刑事が隠れた車に乗り、犯人は身代金を持ち去るが、刑事が手がかりをつかむ事はなかった。犯人からの脅迫電話の声は、理知的で冷酷だった。更に犯人は、ジソンに身代金を運ぶよう指示する。ジソンは犯人が所々に用意した指示書に従い、取引を試みるが失敗に終わる。犯人との電話で聞かされた、生死の判らないサンウの声は、録音された音声である事が警察の分析で明らかになる。ギョンペは、自ら犯人に取引をもちかけるが、人ごみの中で金だけが持ち去られる。脅迫電話の回数は60回にのぼり、事件発生から44日後、サンウの遺体が発見されるが、犯人逮捕には到らなかった。仕事に復帰したギョンペは、カメラに向かってサンウの誘拐事件の原稿を読み、涙した。
最後に実際のモンタージュが映し出され、脅迫電話の音声が流れる。

## キャスト
- ハン・ギョンベ ：ソル・ギョング（ニュースキャスター）
- オ・ジソン：キム・ナムジュ（ハン・ギョンペの妻）
- 犯人：カン・ドンウォン
- ハ・ジュウォン：チェ・ジョンユン（ニュースキャスター） ※友情出演